# Anyphaenoides katiae
Espèce
Anyphaenoides katiae est une espèce d'araignées aranéomorphes de la famille des Anyphaenidae.

## Distribution
Cette espèce est endémique des îles Galápagos en Équateur. Elle se rencontre sur Santa Cruz, San Cristóbal et Île Marchena.

## Publication originale
- Baert, 1995 : The Anyphaenidae of the Galápagos Archipelago and Cocos Island, with a redescription of Anyphaenoides pluridentata Berland, 1913. Bulletin of the British Arachnological Society, vol. 10, p. 10-14.